# Isabella Jagellona
Isabella Casimira Jagellona (in ungherese Izabella királyné; in polacco Izabela Jagiellonka) (Cracovia, 18 gennaio 1519 – Alba Iulia, 15 settembre 1559) fu regina d'Ungheria e moglie di János Zápolya.
Isabella è nota come il primo sovrano europeo a emanare leggi sulla tolleranza religiosa.

## Biografia
Isabella era la primogenita di Sigismondo I Jagellone, e della sua seconda moglie, Bona Sforza. Trascorse la maggior parte della sua infanzia nel castello di Wawel a Cracovia e nel castello di caccia di Niepołomice. Ha anche vissuto nel Granducato di Lituania. La madre le aveva insegnato la cultura rinascimentale e la lingua italiana, in modo da farne una persona bene istruita, che parlava quattro lingue. Il suo precettore di latino fu Johannes Honterus, di Brașov, il capo della riforma luterana in Transilvania.

### Matrimonio
Nel marzo del 1519, quando Isabella era solo una bimba di due mesi, gli inviati francesi proposero di sposare Isabella con un futuro figlio di Francesco I di Francia in cambio del sostegno di Sigismondo nelle imminenti elezioni per il Sacro Romano Impero. Sigismondo sostenne Carlo V, ma Bona continuò a perseguire un matrimonio francese per Isabella. Sperava che il re di Francia avrebbe posto suo figlio e Isabella nel ducato di Milano che Bona reclamò come sua eredità. Nel 1524, Hieronymus Łaski negoziò un'alleanza anti-turca con i francesi; tra le disposizioni c'era il matrimonio di Isabella ed Enrico, secondogenito di Francesco I. Ma questa alleanza fallì dopo che Francesco fu fatto prigioniero nella battaglia di Pavia.
Bona quindi perseguì un matrimonio italiano. Isabella di Napoli, nonna di Isabella, mandò messaggeri in Polonia per proporre il matrimonio con Francesco II Sforza. Tuttavia, Sigismondo si rifiutò quando il ducato fu contestato e la presa di Francesco fu tenue. Allora Bona propose Federico II Gonzaga, duca di Mantova, ma scelse Margherita Paleologa. Sigismondo voleva un matrimonio asburgico. Nel 1530, propose Massimiliano, il figlio maggiore dell'arciduca Ferdinando d'Austria, ma rifiutarono perché Isabella aveva otto anni in più dello sposo. Quando gli Asburgo volevano fermare il matrimonio proposto tra Isabella e János Zápolya, proposero Ludovico, figlio maggiore di Carlo III, Duca di Savoia, ma morì nel 1536.
Intorno al 1531, un piano emerse per sposare Isabella a János Zápolya, Voivoda della Transilvania e Re d'Ungheria. Quando Luigi II d'Ungheria fu ucciso nella battaglia di Mohács nel 1526, l'Ungheria fu divisa tra il Regno d'Ungheria pro-asburgica e il Regno dell'Ungheria orientale pro-Zápolya. Le parti erano impegnate nella Piccola guerra in Ungheria. Zápolya aveva sostenuto la sua richiesta solo ottenendo il sostegno e diventando un vassallo dell'Impero ottomano. Bona Sforza, ardente oppositrice degli Asburgo, sostenne Zápolya e cercò di convincere il marito Sigismondo a fornire sostegno militare e la mano di Isabella. Sigismondo, la cui prima moglie era la sorella di Zápolya, Barbara, rifiutò di non voler turbare gli Asburgo e dubitando della capacità di Zápolya di rimanere sul trono. Alla fine, Sigismondo cedette alla condizione che un trattato di pace fosse concluso tra Zápolya e gli Asburgo. Il trattato di Gran Varadino fu firmato nel febbraio 1538. L'arciduca Ferdinando e Zápolya accettarono di dividere l'Ungheria tra loro e che Ferdinando avrebbe ereditato il territorio di Zápolya poiché a quel tempo era senza figli.

### Regina d'Ungheria
Nell'aprile del 1538, appena due mesi dopo il trattato di Gran Varadino, il vescovo Stjepan Brodarić arrivò a Cracovia per negoziare i tempi e le condizioni per il matrimonio di Isabella e Giovanni Zápolya. I nobili polacchi consideravano il matrimonio mal concepito e non benefico. Il 15 gennaio 1539 arrivarono a Cracovia cinquecento cavalieri ungheresi. Il fidanzamento avvenne il 26 gennaio. La data del matrimonio per procura non è conosciuta esattamente, ma probabilmente era tra il 28 gennaio e il 2 febbraio. Dopo la cerimonia, Isabella partì per l'Ungheria. La sua dote era di 32.000 ducati in contanti più proprietà per un valore di altri 6.000 ducati. Attraverso Buda raggiunse Székesfehérvár dove incontrò Giovanni per la prima volta il 22 febbraio. Le concesse le città di Iňačovce, Lipova, Deva, Číčov, Tokaj, parti dei castelli di Debrecen e Regéc. Il giorno dopo la cerimonia nuziale Isabella fu incoronata regina d'Ungheria. Il banchetto nuziale è continuato per una settimana a Buda.
La vita matrimoniale fu breve e infelice. Isabella aveva a che fare con un marito di 52 anni che si lamentava della gotta e della cattiva salute generale. Nella primavera del 1540, Zápolya viaggiò per sedare una rivolta in Transilvania di Ştefan Mailat. Isabella rimase a Buda per non sforzarsi durante la gravidanza. Il loro figlio Giovanni Sigismondo Zápolya nacque l'8 luglio 1540. Zápolya riuscì a sottomettere i ribelli, ma morì il 22 luglio per emorragia cerebrale.

### Reggenza
Secondo il trattato di Gran Varadino, a Giovanni Zápolya sarebbe succeduto l'arciduca Ferdinando, ma i nobili ungheresi, in particolare il vescovo Giorgio Martinuzzi, rifiutarono di rispettarlo e nel settembre 1540 elesse il piccolo Giovanni Sigismondo come re d'Ungheria e Isabella come sua reggente. Ferdinando invase l'Ungheria e assediò Buda dove Isabella e suo figlio cercarono riparo. La città resistette al primo assedio nel novembre 1540 e il secondo nel maggio 1541 aiutati da Solimano il Magnifico. Non ricevette aiuto da suo padre Sigismondo. Solimano preferiva un'Ungheria frammentata, ma capiva che solo lui poteva proteggerla dagli Asburgo. Pertanto, convertì la maggior parte dell'Ungheria a pashaliks (provincia governata da un pascià) e solo la Transilvania e le terre ad est del fiume Tibisco furono date a Giovanni Sigismondo e Isabella come sua reggente. Queste nomine furono accettate dalla Dieta Transilvana riconoscendo il suo status di vassallo dell'Impero ottomano.
Nel settembre del 1541, Isabella lasciò Buda e si stabilì a Lipova, poi a Gyál e ad Alba Iulia. Si lamentava dello stato rovinoso dei suoi nuovi domini e dei problemi finanziari. Isabella era giovane, nota per la sua bellezza e criticata per i suoi gusti costosi. Iniziò la ricostruzione dell'ex palazzo vescovile ad Alba Iulia in stile rinascimentale secondo gli esempi del castello di Wawel e del Palazzo Reale di Buda. [18] Affrontò molteplici sfide politiche: mantenere la pace con gli ottomani, contenente le ambizioni di Martinuzzi e bloccare i tentativi di Ferdinando di conquistare la Transilvania. Nel dicembre del 1541, forse stremata dalle circostanze, Isabella firmò un accordo con l'arciduca Ferdinando: abbandonava la Transilvania e si stabilì nella contea di Szepes. Tuttavia, quando gli Ottomani attaccarono di nuovo, Ferdinando non aveva abbastanza potere militare per difendere i suoi territori e l'accordo venne dimenticato. La Polonia propose di risolvere la questione con un altro matrimonio: Isabella avrebbe sposato Carlo V o l'arciduca Ferdinando oppure il suo primogenito Massimiliano. Ma Ferdinando sperava di poter acquisire la Transilvania con altri mezzi.
Nel 1548, quando gli Ottomani riunirono tutte le loro forze per un assalto contro la Persia nella guerra ottomana-safavide (1532-55), Ferdinando e Martinuzzi iniziarono le trattative per unire l'Ungheria e difenderla contro gli ottomani. L'accordo fu raggiunto il 1 agosto 1549 a Nyírbátor. Isabella avrebbe rinunciato alla Transilvania in cambio di Opole e Racibórz. Ferdinando doveva anche provvedere a Giovanni Sigismondo, che avrebbe in seguito sposato una delle sue figlie. Martinuzzi doveva essere nominato Arcivescovo di Gran e ricevere il cappello da cardinale. Isabella difese i suoi diritti e prese le armi. Non ricevette aiuto da suo fratello Sigismondo II Augusto quando concluse un'alleanza con Ferdinando in modo da poter sedare l'opposizione della nobiltà polacca al suo matrimonio con Barbara Radziwiłł.

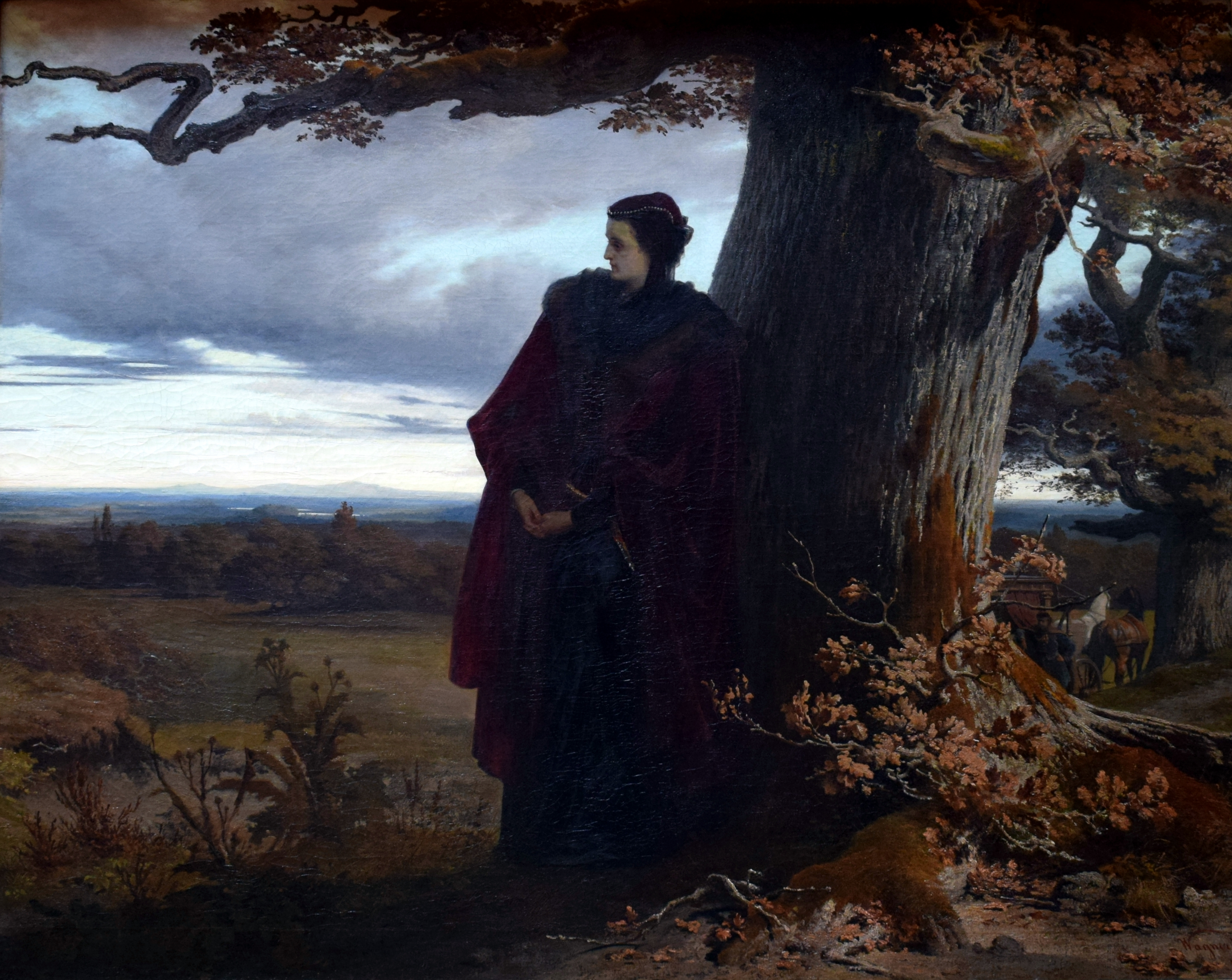
L'addio della regina Isabella alla Transilvania di Alexander von Wagner

### Ritorno in Polonia
Nell'autunno del 1550, le truppe di Isabella difesero Alba Iulia, ma dovettero accettare una tregua. Ottenne il sostegno della nobiltà nella dieta di Aiud, ma le sue forze furono sconfitte vicino a Cenad e fu assediata a Buda. Nel luglio 1551, di fronte a forze superiori, Isabella si arrese e firmò il trattato di Weissenburg. Accettò di rinunciare alla Transilvania in cambio di Opole, Racibórz e altri territori in modo che il suo reddito annuale fosse di 25000 fiorini. Per i suoi domini in Ungheria, che valevano 140000 fiorini, Isabella avrebbe ricevuto Ziębice, Ząbkowice Śląskie e 100000 fiorini in contanti. Giovanni Sigismondo doveva sposare una delle figlie di Ferdinando. Ad agosto, Isabella ha rinunciato alla Santa Corona d'Ungheria. Secondo Marcin Bielski, la croce in cima alla corona fu spezzata e tenuta da Giovanni Sigismondo, nella speranza che un giorno di riunire i pezzi. Allo stesso tempo, Giovanni Sigismondo fu fidanzato a Giovanna d'Austria.
Nel settembre del 1551, Isabella partì dalla Transilvania. Secondo una leggenda, quando Isabella si fermò a riposare alle porte di Meszes, una città di confine, tagliò l'abbreviazione del suo motto nella corteccia di una vecchia quercia: SFV - Sic fata volunt ("È volontà del destino"). Lo stesso motto si può trovare sui suoi gioielli e sulle sue monete. Raggiunse Opole nel marzo 1551 per trovarla devastata. Gli edifici in cui doveva vivere non erano adatti, il reddito era solo la metà di quanto previsto dal trattato, e Ferdinando non si affrettava a pagare le somme di denaro concordate. Solo un mese dopo partì da Opole per raggiungere la Polonia, dove visse con la sua famiglia per i successivi cinque anni. Per garantirle un reddito, suo fratello le concesse Krzepice e Sanok, mentre sua madre le donò Wieluń.

### Ritorno in Transilvania
La situazione in Ungheria non era stabile. Martinuzzi fu assassinato nel dicembre 1551, mentre gli Ottomani conquistarono Cenad e senza successo assediarono Eger. Isabella ricevette inviti sia dal Sultano Solimano, che mandò un inviato in Polonia, sia da nobili locali per tornare in Ungheria, ma lei rimandò. Suo fratello, il re Sigismondo II Augusto, timoroso di un'alleanza russo-asburgica nella serie delle Guerre lituano-moscovite, sposò Caterina d'Austria, figlia di Ferdinando. Isabella e sua madre chiesero a Ferdinando di adempiere ai suoi obblighi secondo il trattato di Weissenburg, ma non aveva risorse finanziarie per conformarsi e chiese concessioni. Isabella decise che, dal momento che non aveva mantenuto la sua parte dell'accordo, non era vincolata dal trattato e decise di tornare in Ungheria.
Nel febbraio del 1556, Isabella e sua madre Bona, che stava tornando nella natia Italia, partirono da Varsavia verso la Slesia. Trascorre l'estate a Leopoli in attesa di un momento opportuno per il suo ritorno. Accompagnata dalle truppe ottomane, entrò a Cluj a ottobre. Il 25 novembre 1556, la Dieta della Transilvania le affidò un periodo di reggenza di cinque anni a nome di suo figlio di 16 anni. Isabella istituì la sua cancelleria con l'aiuto di Mihály Csáky. Batteva i suoi ducati d'oro che raffiguravano la Madonna col bambino da un lato e lo stemma composito dall'altro. Lo stemma includeva: un lupo e un unicorno della famiglia Zápolya, una croce patriarcale e quattro strisce orizzontali dell'Ungheria, un'aquila della Polonia, un serpente delle famiglie Sforza/Visconti e tre teste di pantera della Dalmazia. Nel 1558, il suo sostenitore Menyhért Balassa sventò un colpo di stato dalla famiglia Kendi contro di lei. Oltre ai conflitti politici, c'erano differenze religiose da quando il protestantesimo si diffuse in Ungheria. Nel 1557, Isabella firmò un editto che concedeva la libertà di religione a quattro denominazioni: cattolici, luterani, calvinisti e unitari. Fu una mossa pionieristica verso la tolleranza religiosa e un passo importante verso l'editto di Torda del 1568.

## Ascendenza
|                        |                       |                           | Genitori                      |  |  | Nonni |  |  | Bisnonni               |  |  | Trisnonni            |  |
|                        |                       |                           |                               |  |  |       |  |  | Ladislao II di Polonia |  |  | Algirdas di Lituania |  |
|                        |                       |                           |                               |  |  |       |  |  | Ladislao II di Polonia |  |  | Algirdas di Lituania |  |
|                        |                       | Uliana di Tver'           |                               |  |  |       |  |  | Ladislao II di Polonia |  |  |                      |  |
| Casimiro IV di Polonia |                       |                           |                               |  |  |       |  |  | Ladislao II di Polonia |  |  |                      |  |
|                        |                       | Sofia Alšėniškė           | Andrea Alšėniškis             |  |  |       |  |  |                        |  |  |                      |  |
|                        |                       | Sofia Alšėniškė           | Andrea Alšėniškis             |  |  |       |  |  |                        |  |  |                      |  |
|                        |                       | Sofia Alšėniškė           | Aleksandra Druckaja           |  |  |       |  |  |                        |  |  |                      |  |
| Sigismondo I Jagellone |                       | Sofia Alšėniškė           |                               |  |  |       |  |  |                        |  |  |                      |  |
|                        |                       | Alberto II d'Asburgo      | Alberto IV d'Asburgo          |  |  |       |  |  |                        |  |  |                      |  |
|                        |                       | Alberto II d'Asburgo      | Alberto IV d'Asburgo          |  |  |       |  |  |                        |  |  |                      |  |
|                        |                       | Alberto II d'Asburgo      | Giovanna di Baviera-Straubing |  |  |       |  |  |                        |  |  |                      |  |
| Elisabetta d'Asburgo   |                       | Alberto II d'Asburgo      |                               |  |  |       |  |  |                        |  |  |                      |  |
|                        |                       | Elisabetta di Lussemburgo | Sigismondo di Lussemburgo     |  |  |       |  |  |                        |  |  |                      |  |
|                        |                       | Elisabetta di Lussemburgo | Sigismondo di Lussemburgo     |  |  |       |  |  |                        |  |  |                      |  |
|                        |                       | Elisabetta di Lussemburgo | Barbara di Cilli              |  |  |       |  |  |                        |  |  |                      |  |
| Isabella Jagellona     |                       | Elisabetta di Lussemburgo |                               |  |  |       |  |  |                        |  |  |                      |  |
|                        | Galeazzo Maria Sforza | Francesco Sforza          |                               |  |  |       |  |  |                        |  |  |                      |  |
|                        | Galeazzo Maria Sforza | Francesco Sforza          |                               |  |  |       |  |  |                        |  |  |                      |  |
|                        | Galeazzo Maria Sforza | Bianca Maria Visconti     |                               |  |  |       |  |  |                        |  |  |                      |  |
| Gian Galeazzo Sforza   | Galeazzo Maria Sforza |                           |                               |  |  |       |  |  |                        |  |  |                      |  |
|                        |                       | Bona di Savoia            | Ludovico di Savoia            |  |  |       |  |  |                        |  |  |                      |  |
|                        |                       | Bona di Savoia            | Ludovico di Savoia            |  |  |       |  |  |                        |  |  |                      |  |
|                        |                       | Bona di Savoia            | Anna di Cipro                 |  |  |       |  |  |                        |  |  |                      |  |
| Bona Sforza            |                       | Bona di Savoia            |                               |  |  |       |  |  |                        |  |  |                      |  |
|                        |                       | Alfonso II di Napoli      | Ferdinando I di Napoli        |  |  |       |  |  |                        |  |  |                      |  |
|                        |                       | Alfonso II di Napoli      | Ferdinando I di Napoli        |  |  |       |  |  |                        |  |  |                      |  |
|                        |                       | Alfonso II di Napoli      | Isabella di Taranto           |  |  |       |  |  |                        |  |  |                      |  |
| Isabella d'Aragona     |                       | Alfonso II di Napoli      |                               |  |  |       |  |  |                        |  |  |                      |  |
|                        |                       | Ippolita Maria Sforza     | Francesco Sforza              |  |  |       |  |  |                        |  |  |                      |  |
|                        |                       | Ippolita Maria Sforza     | Francesco Sforza              |  |  |       |  |  |                        |  |  |                      |  |
|                        |                       | Ippolita Maria Sforza     | Bianca Maria Visconti         |  |  |       |  |  |                        |  |  |                      |  |
|                        |                       | Ippolita Maria Sforza     |                               |  |  |       |  |  |                        |  |  |                      |  |